# Roy Schooley
Roy D. Schooley, ameriški hokejski sodnik in funkcionar kanadskega rodu, * 13. april 1880, Welland, Ontario, Kanada, † 13. november 1933, Pittsburgh, Pensilvanija, ZDA. 
Schooley je deloval kot zakladnik mesta Pittsburgh, kot tudi ustanovitelj hokejskega kluba Pittsburgh Yellow Jackets, ki se je kasneje razvil v NHL klub Pittsburgh Pirates. Leta 1920 je zbral prvo ameriško hokejsko reprezentanco, ki je na olimpijskih igrah v Antwerpenu, Belgija, osvojila srebrno medaljo. Pripisujejo mu tudi, da je pripomogel k rasti hokeja na ledu v Združenih državah Amerike. Schooley je bil svak profesionalnega hokejista Harold Cotton, ki je igral v NHL.

## Življenje

### Hokejski sodnik
Schooley se je rodil v Wellandu, Ontario, in je prevzel ameriško državljanstvo 27. septembra 1912. V Pittsburgh je prišel leta 1901 kot hokejski sodnik. Nanj so gledali kot na hokejskega strokovnjaka in sodil je mnoge tekme v Western Pennsylvania Hockey League.

### Novinar in politik
V tem času je postal tudi novinar za časnika Pittsburgh Chronicle-Telegraph in Gazette Times. Potem ko je delal na nekaj splošnih temah, so ga povišali v uredništvo, ki je obravnavalo mestno politiko. Kmalu se je včlanil v republikansko stranko, s tem je pridobil podporo aktivnih politikov v mestu in okrožju Allegheny. Postal je vodja nekaterih političnih kampanj, med drugim je leta 1913 vodil župansko kandidaturo Josepha G. Armstronga. 
Ko je bil Armstrong leta 1914 izvoljen, je Schooley postal županov sekretar. Po seriji napadov v časopisih proti Armstrongovi administraciji so Schooleyja premestili na mesto uradnika, zadolženega za javna dela. 

### Hokejski trener
Po svoji politični karieri je Schooley leta 1915 ustanovil amaterski hokejski klub Pittsburgh Yellow Jackets, prav tako pa je postal direktor dvorane Duquesne Gardens. Leta 1916 je zavzel tudi mesto tajnika lige United States Amateur Hockey Association. Klub je, predvsem zavoljo Schooleyjevih trenerskih sposobnosti, osvojil prvenstvo v letih 1924 in 1925. Ko je liga USAHA razpadla, so z igranjem nehali tudi Yellow Jacketsi. Zaradi finančnih težav je Schooley klub prodal odvetniku Jamesu Callahanu, ki ga je preimenoval v Pittsburgh Pirates, ime, ki ga je nosilo tudi mestno bejzbolsko moštvo. Klub se je leta 1925 pridružil NHL. 
Leta 1920 so Schooleyja imenovali za trenerja in menedžerja ameriške hokejske reprezentance za obdobje do konca olimpijskih iger. Schooley je imel vsa pooblastila pri izbiranju igralcev. Tri dni pred odhodom moštva v Antwerpen je časnik Pittsburgh Post poročal, da je Schooley sredi govoric o trenjih znotraj moštva odstopil z mesta trenerja. Poročanje je zavrnil in kot razlog za odstop navedel bolezen v družini. Moštvo, ki ga je Schooley zgradil, je osvojilo srebrno mesaljo na Poletnih olimpijskih igrah 1920 v Antwerpenu. 

### Vrnitev v politiko
Leta 1917 je bil Schooley vodja volilne kampanje Edwarda Babcocka, ki je leta 1918 zasedel mesto župana Pittsburgha. Po Babcockovi zmagi je Schooley postal mestni zakladnik. Kasneje je postal tudi upravnik mestnega biroja za šport in rekreacijo. Leta 1926 je pomagal Johnu Fisherju, da je postal guverner Pensilvanije, in Charlesu Klineu, da je bil ponovno izvoljen za župana Pittsburgha. Tedaj so ga vnovič imenovali za mestnega zakladnika. 

### Škandal
Schooley je bil leta 1931 primoran oditi z zakladnice, kar je bila posledica finančnega škandala. Razpad podjetja Franklin Savings and Trust Company je privedel do revizije dela mestne zakladnice, ker je bila zakladnica pristojna za razdeljevanje sredstev, ki so jih povezovali s podjetjem. Revizija je razkrila, da mestna sredstva niso bila zavarovana z zadolžnicami, kar je zahteval zakon. Ostale nepravilnosti so se razvile v situacijo, v kateri je bil Schooley obtožen finančne poneverbe. 

### Smrt
Schooley zaradi šibkega zdravja, predvsem težav s srcem, ni bil zmožen spremljati celotnega sojenja. Ob njegovi smrti so sojenje preložili za nedoločen čas. Umrl je na svojem domu 13. novembra 1933 v krogu sorodnikov in prijateljev. 